# Langham Place (Londres)

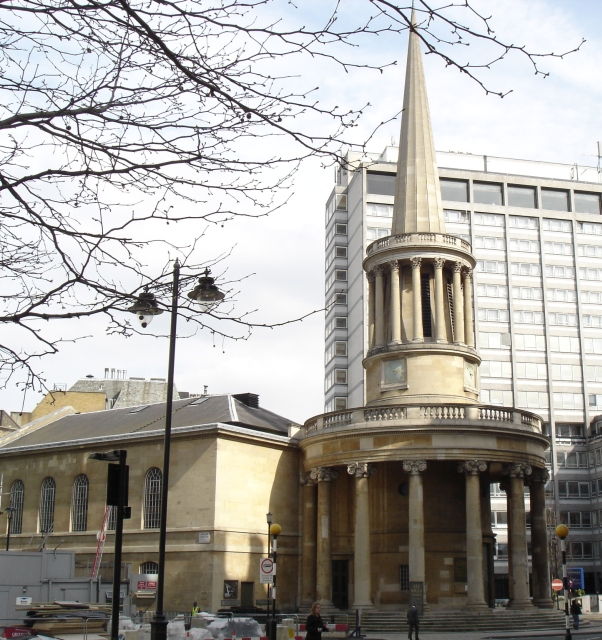
All Souls Church na Langham Place.

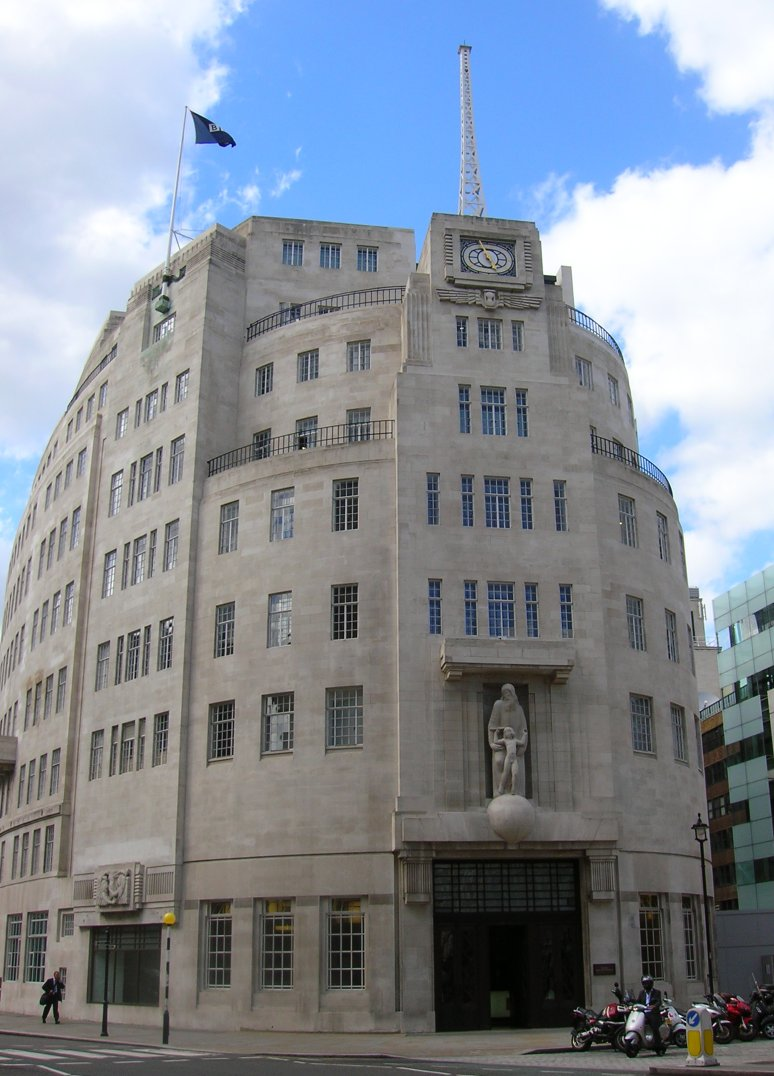
A Broadcasting House da BBC na Langham Place e Portland Place.

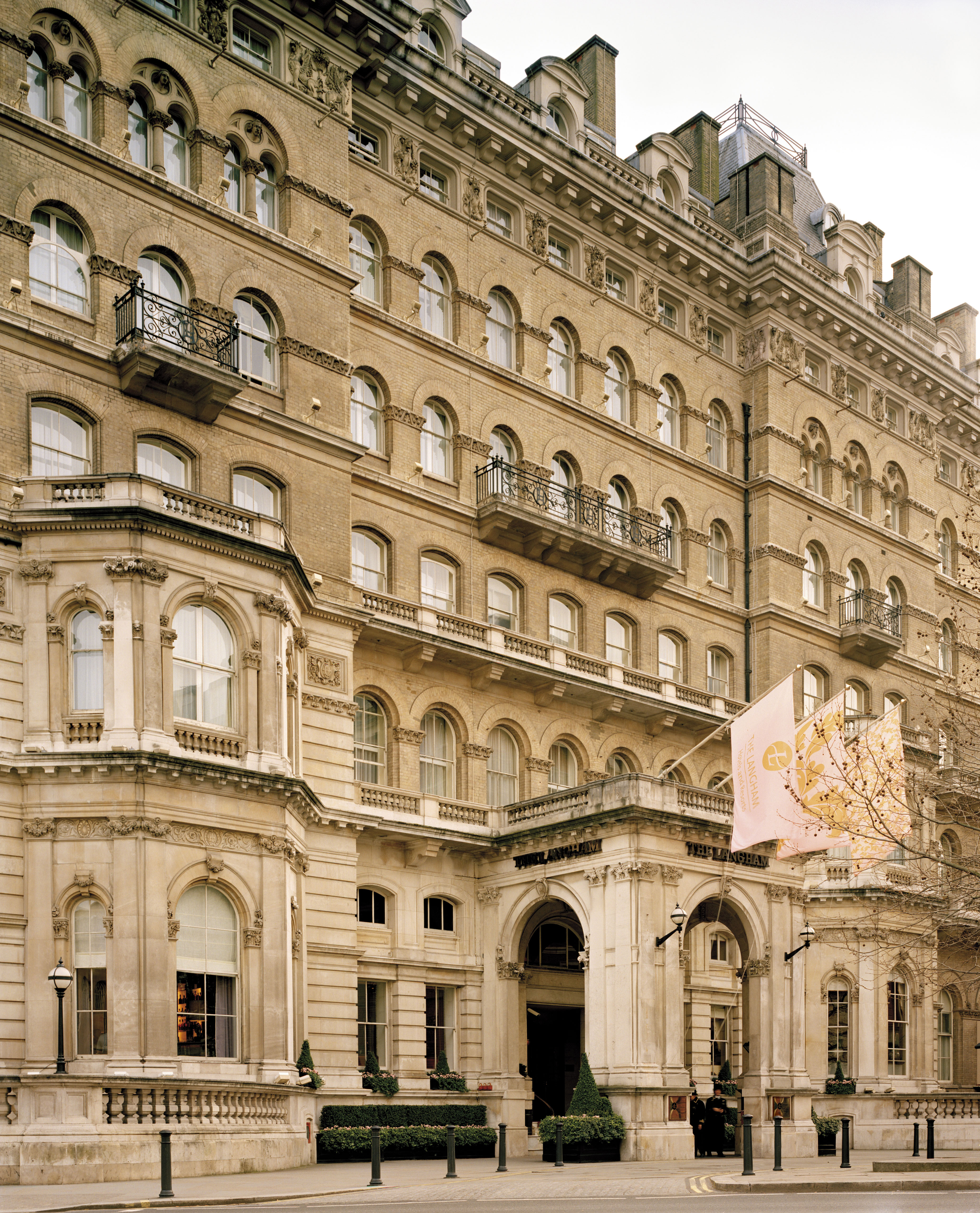
O Langham Hotel na Langham Place.

Langham Place é uma rua de Westminster, na região central de Londres, Inglaterra. Ela se conecta com Portland Place ao norte, com a Regent Street ao sul na West End de Londres.

## Edifícios
Há vários edifícios importantes em Langham Place, incluindo All Souls Church, Broadcasting House, e o Langham Hotel. O Queen's Hall situava-se também aqui até a sua destruição em 1941 durante a Segunda Guerra Mundial. A área está associada com o arquiteto John Nash, embora todos os seus edifícios originais, exceto a All Souls Church já tenham sido substituídos.

### All Souls Church
A All Souls Church, em Langham Place no alto da Regent Street, bem ao sul da Broadcasting House, é uma igreja com um peculiar pórtico circular encimado por uma torre de pedra. Concluída em 1823 e consagrada em 1824, All Souls é o único edifício remanescente na área que foi projetado por John Nash.

### Langham Hotel
O Langham Hotel, no lado oeste de Langham Place, foi construído entre 1863 e 1865 ao custo de £300.000. É um dos maiores e mais conhecidos hotéis no estilo tradicional de Londres.

### Queen's Hall
O Queen's Hall foi uma sala de concerto de música clássica em Langham Place. Foi inaugurado em 1893, mas foi destruído por um bomba incendiária em 1941. É mais conhecido por ser onde os Concertos Promenade ("Proms") foram fundados por Robert Newman, com Sir Henry Wood, em 1895.

### Broadcasting House
A sede da BBC, Broadcasting House, em Langham Place, perto da extremidade superior da Regent Street, foi construída na década de 1930 no estilo Art déco. Foi projetado pelo arquiteto George Val Myer. Várias estações nacionais de rádio transmitem seus programas do edifício.